# Yashmakia veneris
Yashmakia veneris är en fjärilsart som beskrevs av W. Warren 1901. Yashmakia veneris ingår i släktet Yashmakia och familjen mätare. Inga underarter finns listade i Catalogue of Life.